# Editorial Televisa
Editorial Televisa, S.A. de C.V. es una filial de Grupo Televisa que se dedica a la edición, comercialización y distribución de revistas en habla hispana. Los títulos de Editorial Televisa se distribuyen en México y diversos países de América. Además de producir revistas, desde el año 1986 incursionó en el negocio de libros y álbumes de estampas en asociación con la actualmente desaparecida empresa chilena Salo.

## Historia
El catálogo de publicaciones de Editorial Televisa comenzó con Vanidades, revista fundada en 1937 por Editorial Carteles en La Habana. Diseñada como una revista mensual de calidad, fue la primera en introducir, en idioma español, la sociedad de vanguardia a las modas francesas y americanas en la década de 1930. Fue la revista femenina más popular de Cuba hasta que el propietario y editor, Francisco Saralegui, se mudó a Nueva York en 1960, poco después de que Fidel Castro llegara al poder. Saralegui reintrodujo su revista en 1961 y trasladó su empresa a Miami en 1966. Al año siguiente, la familia Saralegui vendió el negocio a Armando de Armas, un venezolano que también era un importante distribuidor de revistas en América Latina. De Armas puso Vanidades a disposición de toda América Latina y comenzó a agregar otras revistas en español al catálogo de su empresa. A partir de 1965, De Armas comenzó a producir revistas en español bajo licencia de Hearst. La primera de ellas fue Buen Hogar, una versión de Good Housekeeping. Esto fue seguido por ediciones en español de las revistas de Hearst Cosmopolitan, Harper's Bazaar, Popular Mechanics y The Ring. GeoMundo, una revista mensual dedicada, en un inicio a tratar temas de geopolítica, se lanzó en 1977. 
En 1977, Editorial América fue pionera en Hispanoamérica al implementar la fotocomposición computarizada en la edición de sus revistas, marcando un avance tecnológico significativo para la región en la industria editorial.
La empresa de De Armas se convirtió en Hispanic Magazine Network en 1982. Los clientes tradicionalmente compraban las revistas en los quioscos, pero en 1984 la empresa estaba experimentando por primera vez con las ventas por suscripción. En total, Hispanic Magazine Network reclamó 252.800 ventas por edición para sus 15 revistas combinadas. Cada revista tenía su propio equipo editorial, aunque aproximadamente la mitad del contenido editorial de las revistas publicadas bajo licencia se estaba tomando de sus contrapartes estadounidenses. Harper's Bazaar en Español, por ejemplo, envió a su propio escritor de moda y fotógrafo a las colecciones europeas para brindar al lector hispano la información más actualizada.
Mientras tanto, Televisa, bajo la dirección de Emilio Azcárraga Milmo, había llegado a dominar la televisión mexicana, particularmente a través de sus telenovelas de gran éxito, dramas románticos, a menudo producidos de forma extravagante, dirigidos a un público femenino y que duraban semanas o meses. Televisa estableció Editorial Provenemex como una subsidiaria editorial para explotar sus telenovelas, publicando TV y Novelas, que se convirtió en la revista más vendida de México. Tele-Guía, una guía semanal de televisión, se convirtió en la más popular en su campo. Provenemex también publicó Tú, una revista mensual dirigida a adolescentes; Eres, una revista quincenal también dirigida al mercado adolescente, pero haciendo hincapié en el entretenimiento; Eres Novia, una revista bimestral para novias jóvenes; y Somos, una revista quincenal dirigida a jóvenes adultos. Las cuatro fueron originadas por Laura Diez Barroso, sobrina de Azcárraga. 
Grupo Anaya compró Editorial América a De Armas en 1989. Cuando fue vendida a Grupo Televisa en 1992 por $130 millones, la empresa se llamaba Editorial America y constaba de no menos de 80 títulos, incluyendo no solo revistas, sino también novelas románticas, cómics y libros de interés especial. Grupo Televisa pagó por Editorial America con fondos recaudados de su oferta pública inicial de acciones y luego pagó casi la misma cantidad por Ovaciones, un periódico mexicano de dos veces al día que se enfocaba en deportes y entretenimiento que resultó no rentable y se vendió en 2000. En 1993, Televisa y Hearst crearon su propio sistema de distribución de revistas en varios países latinoamericanos. La división editorial de Televisa, que incluía la editorial Clio y el distribuidor de revistas Intermex, el más grande de México, alcanzó ventas de $320 millones ese año.
Con la integración de Editorial America con Televisa, muchas de las revistas con sede en Miami se superpusieron con las publicadas en Ciudad de México. Algunas de estas se trasladaron a México y, en consecuencia, la oficina de Miami de 400 personas se redujo. Después de la devaluación del peso a fines de 1994, México entró en recesión, y la campaña económica de Televisa ganó aún más impulso. Laviada redujo las 56 revistas de Editorial America a 34 y eliminó todos los 35 títulos de cómics y libros de bolsillo, excepto Almanaque Mundial—que se publicaría hasta 2017 con la edición 2018— y Condorito —que se publicaría desde Chile hasta 2019—. En general, dos tercios de los empleados estadounidenses de la división fueron despedidos.
De las docenas de revistas que quedaron en Miami, la mayoría se publicaron bajo licencia de Hearst, Ziff Davis o Hachette. Como resultado de estos cambios, los ingresos disminuyeron, pero las ganancias aumentaron. En México, la división editorial también estaba produciendo libros y revistas como Cantinflas y La Antorcha Encendida que promovían los programas de televisión de Televisa, y ofertas culturales como los libros ilustrados de su brazo editorial, Clio, y la galardonada revista de arte y cultura Saber Ver. También presentó Deporte Internacional, una revista deportiva bimensual para hispanos estadounidenses editada en México pero impresa en Miami.
En 1997, la oficina de Miami presentó una versión internacional de Eres, con una sección estadounidense de 16 páginas agregada a la versión mexicana, y de Somos, con artistas internacionales y latinoamericanos, así como mexicanos. Para aprovechar el mercado masculino descuidado, Editorial Televisa también agregó Automóvil Panamericano, una revista de automóviles presentada a través de una empresa conjunta con Luke Motorpress (más tarde Motorpress Iberica) y Men’s Health, publicada en asociación con Rodale.
La filial colombiana de Editorial Televisa se cerró en Colombia el 26 de enero de 2019, con 100 empleados despedidos. Se confirmó días después que la matriz del grupo en México seguiría exportando algunas de sus revistas para su venta en Colombia. Además, también se cerraron las filiales de la empresa en Perú, Ecuador, Argentina y Chile en febrero del mismo año por falta de publicidad en sus revistas. La filial de Editorial Televisa de Paraguay se cerró en marzo de 2019 y por órdenes de Daniel Ortega, la Editorial Televisa también cerró sus oficinas en Managua, Nicaragua, en junio de ese mismo año.[cita requerida]

## Clientes
Editorial Televisa publica historietas, revistas y publicaciones periódicas para muchas empresas. Entre sus clientes se encuentran Cosmopolitan, Disney (a través de Disney Consumer Products) y National Geographic, entre otros.

## Publicaciones
Editorial Televisa publica actualmente las revistas:
- Vanidades
- Cosmopolitan (bajo licencia de Hearst Communications)
- Cocina fácil
- Esquire (bajo licencia de Hearst Communications)
- Harper's Bazaar (bajo licencia de Hearst Communications)
- TVyNovelas
- Revista Tú
- Caras
- Eres
- Smash (Nace como el sello de cómics de la editorial. En 2023 las licencias de Marvel y DC fueron adquiridas por Editorial Panini)

También publicaba revistas que actualmente dejaron de circular como:
- National Geographic (bajo licencia de The National Geographic Society)
- Condorito (bajo licencia de Pepo. Sigue circulando bajo World Editors Chile)
- Buenhogar (bajo licencia de Hearst Communications)
- Ideas para su hogar
- Geomundo
- Vogue (bajo licencia de Condé Nast Publications. Sigue circulando bajo la Editorial Condé Nast Latinoamérica)
- Embarazo
- Padres e hijos, anteriormente llamada Ser Padres Hoy (bajo licencia de Zinet. Sigue circulando en EE.UU bajo licencia de Dotdash Meredith)
- En Forma (bajo licencia de Bloque Dearmas)
- Mecánica Popular (bajo licencia de Hearst Communications)
- Elle (bajo licencia de Hachette-Filipacchi. Sigue circulando en México bajo el Grupo Expansión)
- Cristina
- Empire (bajo licencia de Bauer Media Group)
- Club Nintendo (bajo licencia de Nintendo of America)
- Maxim (anteriormente bajo licencia de Dennis Media. Sigue circulando en México por Epicurus Publishing bajo licencia de Biglari Holdings)
- Conozca Más (bajo licencia de Editorial Atlántida)
- InFashion
- Momento (bajo licencia de Bloque Dearmas)
- Kena (bajo licencia de Bloque Dearmas, que la sigue publicando)
- Seventeen (bajo licencia de Hearst Communications)
- Para Ti (bajo licencia de Editorial Atlántida)
- Poder
- Men's Health (bajo licencia de Hearst Communications, sigue circulando en México por Menta Comunicación y Medios)
- Women's Health (bajo licencia de Hearst Communications, sigue circulando en México por Menta Comunicación y Medios)
- Automóvil Panamericano (bajo licencia de Luike-Motorpress)
- Motociclismo
- Fortune (bajo licencia de Dotdash Meredith)
- Furia Musical
- Marie Claire (bajo licencia de Groupe Marie Claire. Sigue circulando en México bajo la editorial Fashion Group)
- Runner's World (bajo licencia de Hearst Communications)
- Atención Médica (bajo licencia de American Academy of Family Physicians)
- Live (mediante una empresa conjunta con El Puerto de Liverpool)
- Almanaque Mundial (libro)
- Muy Interesante (bajo licencia de Zinet, empresa que la publica desde 2023 en México)
- Soccermanía (en 2022 revivió la marca para el Mundial de Qatar, pero en julio 2023 la editorial decide terminar con el sitio, redes sociales y la marca)
- BigBang

## Internet
En septiembre de 2006, se lanzó Toque de queda, una comunidad de blogs de editores de revistas, reporteros y colaboradores de Editorial Televisa. Se ha mantenido como un sitio de contacto y comunicación entre lectores y los editores de revistas. Los otros títulos que mantienen una página de Internet son: National Geographic en español, Tú y Caras.
En marzo de 2020, por situación de la pandemia del COVID-19, Editorial Televisa libera sus revistas de forma gratuita y digital, para ser descargadas gratuitamente en los dispositivos.

## Manga
En La Mole, de mayo de 2018, se confirmó que ellos serían la tercera editorial publicando manga en México (junto a Editorial Kamite y Editorial Panini) además de anunciar sus primeros dos títulos de lanzamiento: GUNNM y GTO, para junio de 2018 se confirma que este mismo mes comenzarán ambas publicaciones y se inaugurará la Smash Con donde hablarán de más lanzamientos de Cómics y Mangas de la editorial. En junio de 2019, con la salida de Alberto 'Durden' Montiel, la editorial toma la decisión de cerrar SMASH Manga, dejando inconclusas varias series.
| Lista de publicaciones                        | Lista de publicaciones | Lista de publicaciones | Lista de publicaciones | Lista de publicaciones | Lista de publicaciones | Lista de publicaciones   | Lista de publicaciones |
| Título                                        | Autor                  | Demografía             | Volúmenes Publicados   | Periodicidad           | Inicio de publicación  | Fin de publicación       |                        |
| --------------------------------------------- | ---------------------- | ---------------------- | ---------------------- | ---------------------- | ---------------------- | ------------------------ | ---------------------- |
| Claymore                                      | Norihiro Yagi          | Shōnen                 | 0/27                   | ??                     |                        |                          |                        |
| D.Gray-man                                    | Katsura Hoshino        | Shōnen                 | 0/25~                  | ??                     | Por definir            | Por definir              |                        |
| Full Moon wo Sagashite                        | Arina Tanemura         | Shōjo                  | 0/7                    | ??                     | Por definir            | Por definir              |                        |
| GTO                                           | Tōru Fujisawa          | Shōnen                 | 22/25                  | Quincenal              | 1 de julio de 2018     | En pausa                 |                        |
| Haikyuu!!                                     | Haruichi Furudate      | Shōnen                 | 0/34~                  | ??                     | Por definir            | Por definir              |                        |
| Hyper Future Vision Gunnm: Battle Angel Alita | Yukito Kishiro         | Seinen                 | 9/9                    | Finalizada             | 1 de julio de 2018     | 30 de septiembre de 2018 |                        |
| Gunnm: Last Order                             | Yukito Kishiro         | Seinen                 | 0/15                   | ??                     | Por definir            | Por definir              |                        |
| Gunnm: Mars Chronicles                        | Yukito Kishiro         | Seinen                 | 0/4                    | ??                     | Por definir            | Por definir              |                        |
| Nana                                          | Ai Yazawa              | Josei                  | 0/21~                  | ??                     | Por definir            | Por definir              |                        |